# Desafío 2008: La lucha de las regiones
Desafío 2008: La lucha de las regiones  fue la quinta temporada del reality show colombiano Desafío, producido y transmitido por Caracol Televisión y desarrollado en islas de Panamá.
Para esta edición su presentadora es Margarita Rosa de Francisco, quien regresa a la conducción del programa luego de que el año anterior la encargada de desempeñar esta labor fuera la fallecida Lina Marulanda. Los premios a otorgar en esta temporada corresponden una suma que ronda los COL$ 300 000 000, entre premio final y los premios que son entregados en el desarrollo del programa.

## Formato
La premisa del reality fue la misma que la de los anteriores versiones del Desafío, emitidas desde el 2004: enfrentar diferentes equipos, cada uno conformado por participantes que comparten ciertas características en su estilo de vida.
Esta vez, a diferencia de las temporadas precedentes, se eligieron 5 grupos en lugar de los tradicionales 3, y los participantes fueron divididos de acuerdo a su lugar de origen, en vez de por sus ingresos económicos, grado de reconocimiento popular y/o experiencia en ediciones anteriores del programa.
Como cambio importante, por primera -y hasta el momento- única ocasión, los diez últimos eliminados del juego eligieron al ganador de la temporada.

## Participantes
| Fusión  | Fusión       | Fusión       | Fusión       | Fusión       | Fusión       | Fusión       | Fusión       | Fusión       | Fusión       | Fusión       | Fusión       | Fusión               | Fusión                                               | Fusión                                                     | Fusión  |
| Puesto  | Participante | Participante | Participante | Participante | Participante | Participante | Participante | Participante | Participante | Participante | Participante | Participante         | Participante                                         | Situación actual                                           | Estadía |
| ------- | ------------ | ------------ | ------------ | ------------ | ------------ | ------------ | ------------ | ------------ | ------------ | ------------ | ------------ | -------------------- | ---------------------------------------------------- | ---------------------------------------------------------- | ------- |
| 1       |              |              |              |              |              |              |              |              |              |              |              |                      | Juan Pablo Londoño Asesor de seguros.                | Ganador del Desafío 2008                                   | 83 días |
| 2       |              |              |              |              |              |              |              |              |              |              |              |                      | Pedro José Orduz Operador de máquina plana.          | Finalista del Desafío 2008                                 | 83 días |
| 3       |              |              |              |              |              |              |              |              |              |              |              |                      | Andrés Alarcón Bodeguero.                            | Semifinalista Eliminado En la batalla final                | 82 días |
| 4       |              |              |              |              |              |              |              |              |              |              |              |                      | Carolina Trujillo Estudiante de comunicación social. | 18.ª Eliminada En duelo de habilidad, destreza y agilidad. | 80 días |
| 5       |              |              |              |              |              |              |              |              |              |              |              |                      | Jorge Iván Giraldo Waterpolista.                     | 17.° Eliminado En duelo de fuerza y resistencia.           | 77 días |
| 6       |              |              |              |              |              |              |              |              |              |              |              |                      | Myriam Brant Modelo.                                 | 16.ª Eliminada con 3/5 votos.                              | 74 días |
| 7       |              |              |              |              |              |              |              |              |              |              |              |                      | Juan José Sierra Estudiante de derecho.              | 15.° Eliminado con 3/6 votos.                              | 72 días |
| 8       |              |              |              |              |              |              |              |              |              |              |              |                      | Halem Castillo Guardia de seguridad.                 | 14.º Eliminado con 4/7 votos.                              | 70 días |
| Etapa 3 |              |              |              |              |              |              |              |              |              |              |              |                      |                                                      |                                                            |         |
| 9       |              |              |              |              |              |              |              |              |              |              |              |                      | Lina María Ramírez Ingeniera civil.                  | 13.ª Eliminada con 3/4 votos.                              | 66 días |
| 10      |              |              |              |              |              |              |              |              |              |              |              |                      | Diego Landaeta Profesor de actuación infantil.       | 12.º Eliminado con 4/5 votos.                              | 64 días |
| 11      |              |              |              |              |              |              |              |              |              |              |              |                      | Brígida Gutiérrez Líder social.                      | 11.ª Eliminada con 5/6 votos.                              | 60 días |
| 12      |              |              |              |              |              |              |              |              |              |              |              |                      | María Julieth Ávila Campesina.                       | 10.ª Eliminada con 5/6 votos.                              | 58 días |
| Etapa 2 |              |              |              |              |              |              |              |              |              |              |              |                      |                                                      |                                                            |         |
| 13      |              |              |              |              |              |              |              |              |              |              |              |                      | Katherine Arango Estudiante universitaria.           | 9.ª Eliminada con 3/4 votos.                               | 54 días |
| 14      |              |              |              |              |              |              |              |              |              |              |              |                      | Stephanie Carrillo Presentadora.                     | 8.ª Eliminada con 2/5 votos.                               | 48 días |
| 15      |              |              |              |              |              |              |              |              |              |              |              |                      | Mauricio González Publicista.                        | 7.° Eliminado con 4/6 votos.                               | 42 días |
| 16      |              |              |              |              |              |              |              |              |              |              |              |                      | Gustavo González Estudiante de economía.             | 6.º Eliminado con 3/5 votos.                               | 36 días |
| 17      |              |              |              |              |              |              |              |              |              |              |              |                      | María Isabel Franco Técnica en comunicación.         | 5.ª Eliminada con 5/6 votos                                | 30 días |
| 18      |              |              |              |              |              |              |              |              |              |              |              |                      | Clara María Cruz Comerciante.                        | 4.ª Eliminada con ?/7 votos                                | 24 días |
| 19      |              |              |              |              |              |              |              |              |              |              |              |                      | Gustavo Fuentes Fisioterapeuta.                      | 3.er Eliminado con 3/6 votos                               | 18 días |
| 20      |              |              |              |              |              |              |              |              |              |              |              |                      | Sonia Vanegas Modelo y deportista.                   | 2.ª Eliminada con 5/7 votos                                | 12 días |
| 21      |              |              |              |              |              |              |              |              |              |              |              |                      | Klein Contreras Ayudante de volqueta.                | 1.° Eliminado con 4/7 votos                                | 7 días  |
| Etapa 1 |              |              |              |              |              |              |              |              |              |              |              |                      |                                                      |                                                            |         |
| 22/25   |              |              |              |              |              |              |              |              |              |              |              |                      | Sergio Salazar                                       | Eliminados Sin cupo.                                       | 3 días  |
| 22/25   |              |              |              |              |              |              |              |              |              |              |              | María Teresa Botero  |                                                      | Eliminados Sin cupo.                                       | 3 días  |
| 22/25   |              |              |              |              |              |              |              |              |              |              |              | Eliana María Zapata  |                                                      | Eliminados Sin cupo.                                       | 3 días  |
| 22/25   |              |              |              |              |              |              |              |              |              |              |              | Efraín Rendón        |                                                      | Eliminados Sin cupo.                                       | 3 días  |
| 26/30   |              |              |              |              |              |              |              |              |              |              |              |                      | Sergio Serrano                                       | Eliminados Sin cupo.                                       | 2 días  |
| 26/30   |              |              |              |              |              |              |              |              |              |              |              | Valentina Laino      |                                                      | Eliminados Sin cupo.                                       | 2 días  |
| 26/30   |              |              |              |              |              |              |              |              |              |              |              | María Paola Ojeda    |                                                      | Eliminados Sin cupo.                                       | 2 días  |
| 26/30   |              |              |              |              |              |              |              |              |              |              |              | Mario Andrés Barrios |                                                      | Eliminados Sin cupo.                                       | 2 días  |
| 26/30   |              |              |              |              |              |              |              |              |              |              |              | Ángela María Pelucha |                                                      | Eliminados Sin cupo.                                       | 2 días  |

- Etapa 1:

     Participante del equipo Cachacos.
     Participante del equipo Costeños.
     Participante del equipo Paisas.
     Participante del equipo Santandereanos.
     Participante del equipo Vallunos.
- Etapa 2:

     Participante del equipo Cachacos.
     Participante del equipo Costeños.
     Participante del equipo Vallunos.
- Etapa 3:

     Participante del equipo Cachacos.
     Participante del equipo Costeños.
- Etapa 4:

     Participante del equipo Fusión (Competencia individual).

## Estadísticas individuales
| Participante       | Lugar | Desafíos Jugados | Desafíos Ganados | Porcentaje de Éxito | Victorias Indv. |
| ------------------ | ----- | ---------------- | ---------------- | ------------------- | --------------- |
| Juan Pablo Londoño | 01    | 48               | 19.5             | 40.23               | 5.0             |
| Pedro José Orduz   | 02    | 48               | 26               | 52.40               | 7.5             |
| Andrés Alarcon     | 03    | 48               | 21.5             | 38.79               | 3.0             |
| Carolina Trujillo  | 04    | 47               | 19.5             | 41.48               | 1.0             |
| Jorge Iván Giraldo | 05    | 44               | 17.5             | 39.77               | 1.0             |
| Myriam Brant       | 06    | 45               | 13.5             | 30                  | 1.0             |
| Juan José Sierra   | 07    | 49               | 26.5             | 54.10               | 10.0            |
| Halem Castillo     | 08    | 44               | 16               | 36.36               | 3.0             |

Nota: Se cuenta playa media como 0.5 desafíos ganados y la última prueba de capitanes como 3 pruebas.

## Equipos

### Etapa 1
- Cachacos: Provenientes de Bogotá, capital de Colombia.
- Costeños: Provenientes de la Costa Caribe colombiana.
- Paisas: Provenientes de Antioquia y el Eje Cafetero en Colombia.
- Santandereanos: Provenientes de Santander y Norte de Santander en Colombia.
- Vallecaucanos: Provenientes del Valle del Cauca en Colombia.

| Cachacos               | Costeños                   | Paisas                | Santandereanos         | Vallecaucanos         |
| ---------------------- | -------------------------- | --------------------- | ---------------------- | --------------------- |
| Sonia VanegasE2        | Gustavo FuentesE3          | Lina María RamírezE13 | Sergio SerranoEG       | Clara María CruzE4    |
| Mauricio GonzálezE7    | Brígida GutiérrezE11       | Sergio SalazarEG      | Valentina LainoEG      | Diego LandaetaE12     |
| María Julieth ÁvilaE10 | Juan José SierraE15        | María Teresa BoteroEG | Pedro José OrduzE20    | Gustavo GonzálezE6    |
| Jorge Iván GiraldoE17  | Stephanie CarrilloE8       | Juan Pablo Londoño    | María Paola OjedaEG    | Halem CastilloE14     |
| Carolina TrujilloE18   | Myriam BrantE16            | Eliana María ZapataEG | Mario Andrés BarriosEG | Katherine ArangoE9    |
| Andrés AlarcónE19      | Klein de Jesús ContrerasE1 | Efraín RendónEG       | Ángela María PeluchaEG | María Isabel FrancoE5 |

### Etapa 2
| Cachacos            | Costeños           | Vallecaucanos       |
| ------------------- | ------------------ | ------------------- |
| Sonia Vanegas       | Gustavo Fuentes    | Clara María Cruz    |
| Mauricio González   | Brígida Gutiérrez  | Diego Landaeta      |
| María Julieth Ávila | Juan José Sierra   | Gustavo González    |
| Jorge Iván Giraldo  | Stephanie Carrillo | Halem Castillo      |
| Carolina Trujillo   | Myriam Brant       | Katherine Arango    |
| Andrés Alarcón      | Klein Contreras    | María Isabel Franco |
| Pedro José Orduz    | Juan Pablo Londoño | Lina María Ramírez  |

     Participante originalmente del equipo Santandereano.
     Participantes originalmente del equipo Paisa.

### Etapa 3
| Cachacos            | Costeños           |
| ------------------- | ------------------ |
| Jorge Iván Giraldo  | Juan José Sierra   |
| Andrés Alarcón      | Juan Pablo Londoño |
| Carolina Trujillo   | Myriam Brant       |
| María Julieth Ávila | Brígida Gutiérrez  |
| Pedro José Orduz    | Diego Landaeta     |
| Halem Castillo      | Lina María Ramírez |

     Participantes del desaparecido equipo Vallecaucano.

### Etapa 4
| Fusión | Fusión | Fusión | Fusión | Fusión | Fusión | Fusión | Fusión | Fusión | Fusión | Fusión | Fusión | Fusión             |
| ------ | ------ | ------ | ------ | ------ | ------ | ------ | ------ | ------ | ------ | ------ | ------ | ------------------ |
|        |        |        |        |        |        |        |        |        |        |        |        | Juan Pablo Londoño |
|        |        |        |        |        |        |        |        |        |        |        |        | Pedro José Orduz   |
|        |        |        |        |        |        |        |        |        |        |        |        | Andrés Alarcón     |
|        |        |        |        |        |        |        |        |        |        |        |        | Carolina Trujillo  |
|        |        |        |        |        |        |        |        |        |        |        |        | Jorge Iván Giraldo |
|        |        |        |        |        |        |        |        |        |        |        |        | Myriam Brant       |
|        |        |        |        |        |        |        |        |        |        |        |        | Juan José Sierra   |
|        |        |        |        |        |        |        |        |        |        |        |        | Halem Castillo     |

## Resultados generales
|  |  |  |  |  |  |  |  |  |  |  |  | Juan P.     | Continúa   | Pierde    | Continúa  | Pierde    | Gana      | Gana      | Gana      | Gana      | Pierde    | Continúa  | Gana      | Pierde    | Pierde    | Pierde    | Gana      | Pierde    | Continúa  | Sentenciado | Gana        | Gana      | Ganador   |  |  |  |  |  |  |  |  |  |  |  |  |  |  |  |  |  |  |  |  |  |  |  |  |  |  |  |  |  |
|  |  |  |  |  |  |  |  |  |  |  |  | Peter       | Continúa   | Gana      | Pierde    | Gana      | Continúa  | Continúa  | Continúa  | Pierde    | Gana      | Gana      | Continúa  | Gana      | Gana      | Gana      | Pierde    | Gana      | Gana      | Gana        | Continúa    | Gana      | Finalista |  |  |  |  |  |  |  |  |  |  |  |  |  |  |  |  |  |  |  |  |  |  |  |  |  |  |  |  |  |
|  |  |  |  |  |  |  |  |  |  |  |  | Andrés      | Continúa   | Gana      | Pierde    | Gana      | Continúa  | Continúa  | Continúa  | Pierde    | Gana      | Gana      | Pierde    | Gana      | Gana      | Gana      | Pierde    | Continúa  | Pierde    | Continúa    | Sentenciado | Eliminado |           |  |  |  |  |  |  |  |  |  |  |  |  |  |  |  |  |  |  |  |  |  |  |  |  |  |  |  |  |  |
|  |  |  |  |  |  |  |  |  |  |  |  | Carolina    | Continúa   | Gana      | Pierde    | Gana      | Continúa  | Continúa  | Continúa  | Pierde    | Gana      | Gana      | Pierde    | Gana      | Gana      | Gana      | Pierde    | Pierde    | Pierde    | Pierde      | Eliminada   |           |           |  |  |  |  |  |  |  |  |  |  |  |  |  |  |  |  |  |  |  |  |  |  |  |  |  |  |  |  |  |
|  |  |  |  |  |  |  |  |  |  |  |  | Jorge Iván  | Continúa   | Gana      | Continúa  | Gana      | Continúa  | Continúa  | Continúa  | Pierde    | Gana      | Gana      | Pierde    | Gana      | Gana      | Gana      | Pierde    | Pierde    | Pierde    | Eliminado   |             |           |           |  |  |  |  |  |  |  |  |  |  |  |  |  |  |  |  |  |  |  |  |  |  |  |  |  |  |  |  |  |
|  |  |  |  |  |  |  |  |  |  |  |  | Myriam      | Continúa   | Pierde    | Continúa  | Continúa  | Gana      | Gana      | Gana      | Gana      | Pierde    | Continúa  | Gana      | Pierde    | Pierde    | Pierde    | Pierde    | Pierde    | Eliminada |             |             |           |           |  |  |  |  |  |  |  |  |  |  |  |  |  |  |  |  |  |  |  |  |  |  |  |  |  |  |  |  |  |
|  |  |  |  |  |  |  |  |  |  |  |  | Juan J.     | Continúa   | Continúa  | Continúa  | Pierde    | Gana      | Gana      | Gana      | Gana      | Continúa  | Continúa  | Gana      | Continúa  | Pierde    | Continúa  | Continúa  | Eliminado |           |             |             |           |           |  |  |  |  |  |  |  |  |  |  |  |  |  |  |  |  |  |  |  |  |  |  |  |  |  |  |  |  |  |
|  |  |  |  |  |  |  |  |  |  |  |  | Castillo    | Continúa   | Continúa  | Gana      | Continúa  | Continúa  | Continúa  | Pierde    | Continúa  | Continúa  | Pierde    | Pierde    | Gana      | Gana      | Gana      | Eliminado |           |           |             |             |           |           |  |  |  |  |  |  |  |  |  |  |  |  |  |  |  |  |  |  |  |  |  |  |  |  |  |  |  |  |  |
|  |  |  |  |  |  |  |  |  |  |  |  | Lina        | Continúa   | Continúa  | Gana      | Continúa  | Pierde    | Pierde    | Pierde    | Continúa  | Continúa  | Continúa  | Gana      | Pierde    | Continúa  | Eliminada |           |           |           |             |             |           |           |  |  |  |  |  |  |  |  |  |  |  |  |  |  |  |  |  |  |  |  |  |  |  |  |  |  |  |  |  |
|  |  |  |  |  |  |  |  |  |  |  |  | Landaeta    | Continúa   | Continúa  | Gana      | Continúa  | Pierde    | Pierde    | Continúa  | Continúa  | Continúa  | Pierde    | Gana      | Pierde    | Eliminado |           |           |           |           |             |             |           |           |  |  |  |  |  |  |  |  |  |  |  |  |  |  |  |  |  |  |  |  |  |  |  |  |  |  |  |  |  |
|  |  |  |  |  |  |  |  |  |  |  |  | Brígida     | Continúa   | Pierde    | Continúa  | Pierde    | Gana      | Gana      | Gana      | Gana      | Pierde    | Continúa  | Gana      | Eliminada |           |           |           |           |           |             |             |           |           |  |  |  |  |  |  |  |  |  |  |  |  |  |  |  |  |  |  |  |  |  |  |  |  |  |  |  |  |  |
|  |  |  |  |  |  |  |  |  |  |  |  | Julieth     | Continúa   | Gana      | Pierde    | Gana      | Continúa  | Continúa  | Continúa  | Continúa  | Gana      | Gana      | Eliminada |           |           |           |           |           |           |             |             |           |           |  |  |  |  |  |  |  |  |  |  |  |  |  |  |  |  |  |  |  |  |  |  |  |  |  |  |  |  |  |
|  |  |  |  |  |  |  |  |  |  |  |  | Katherine   | Continúa   | Continúa  | Gana      | Continúa  | Pierde    | Pierde    | Pierde    | Continúa  | Continúa  | Eliminada |           |           |           |           |           |           |           |             |             |           |           |  |  |  |  |  |  |  |  |  |  |  |  |  |  |  |  |  |  |  |  |  |  |  |  |  |  |  |  |  |
|  |  |  |  |  |  |  |  |  |  |  |  | Stephanie   | Continúa   | Pierde    | Continúa  | Pierde    | Gana      | Gana      | Gana      | Gana      | Eliminada |           |           |           |           |           |           |           |           |             |             |           |           |  |  |  |  |  |  |  |  |  |  |  |  |  |  |  |  |  |  |  |  |  |  |  |  |  |  |  |  |  |
|  |  |  |  |  |  |  |  |  |  |  |  | Mauricio    | Continúa   | Gana      | Pierde    | Gana      | Continúa  | Continúa  | Continúa  | Eliminado |           |           |           |           |           |           |           |           |           |             |             |           |           |  |  |  |  |  |  |  |  |  |  |  |  |  |  |  |  |  |  |  |  |  |  |  |  |  |  |  |  |  |
|  |  |  |  |  |  |  |  |  |  |  |  | Gustavo G.  | Continúa   | Continúa  | Gana      | Continúa  | Pierde    | Pierde    | Eliminado |           |           |           |           |           |           |           |           |           |           |             |             |           |           |  |  |  |  |  |  |  |  |  |  |  |  |  |  |  |  |  |  |  |  |  |  |  |  |  |  |  |  |  |
|  |  |  |  |  |  |  |  |  |  |  |  | María I.    | Continúa   | Continúa  | Gana      | Continúa  | Pierde    | Eliminada |           |           |           |           |           |           |           |           |           |           |           |             |             |           |           |  |  |  |  |  |  |  |  |  |  |  |  |  |  |  |  |  |  |  |  |  |  |  |  |  |  |  |  |  |
|  |  |  |  |  |  |  |  |  |  |  |  | Clara María | Continúa   | Continúa  | Gana      | Continúa  | Eliminada |           |           |           |           |           |           |           |           |           |           |           |           |             |             |           |           |  |  |  |  |  |  |  |  |  |  |  |  |  |  |  |  |  |  |  |  |  |  |  |  |  |  |  |  |  |
|  |  |  |  |  |  |  |  |  |  |  |  | Gustavo F.  | Continúa   | Pierde    | Continúa  | Eliminado |           |           |           |           |           |           |           |           |           |           |           |           |           |             |             |           |           |  |  |  |  |  |  |  |  |  |  |  |  |  |  |  |  |  |  |  |  |  |  |  |  |  |  |  |  |  |
|  |  |  |  |  |  |  |  |  |  |  |  | Sonia       | Continúa   | Gana      | Eliminada |           |           |           |           |           |           |           |           |           |           |           |           |           |           |             |             |           |           |  |  |  |  |  |  |  |  |  |  |  |  |  |  |  |  |  |  |  |  |  |  |  |  |  |  |  |  |  |
|  |  |  |  |  |  |  |  |  |  |  |  | Klein       | Continúa   | Eliminado |           |           |           |           |           |           |           |           |           |           |           |           |           |           |           |             |             |           |           |  |  |  |  |  |  |  |  |  |  |  |  |  |  |  |  |  |  |  |  |  |  |  |  |  |  |  |  |  |
|  |  |  |  |  |  |  |  |  |  |  |  | Sergio      | Eliminados |           |           |           |           |           |           |           |           |           |           |           |           |           |           |           |           |             |             |           |           |  |  |  |  |  |  |  |  |  |  |  |  |  |  |  |  |  |  |  |  |  |  |  |  |  |  |  |  |  |
|  |  |  |  |  |  |  |  |  |  |  |  | María T.    | Eliminados |           |           |           |           |           |           |           |           |           |           |           |           |           |           |           |           |             |             |           |           |  |  |  |  |  |  |  |  |  |  |  |  |  |  |  |  |  |  |  |  |  |  |  |  |  |  |  |  |  |
|  |  |  |  |  |  |  |  |  |  |  |  | Eliana      | Eliminados |           |           |           |           |           |           |           |           |           |           |           |           |           |           |           |           |             |             |           |           |  |  |  |  |  |  |  |  |  |  |  |  |  |  |  |  |  |  |  |  |  |  |  |  |  |  |  |  |  |
|  |  |  |  |  |  |  |  |  |  |  |  | Efraín      | Eliminados |           |           |           |           |           |           |           |           |           |           |           |           |           |           |           |           |             |             |           |           |  |  |  |  |  |  |  |  |  |  |  |  |  |  |  |  |  |  |  |  |  |  |  |  |  |  |  |  |  |
|  |  |  |  |  |  |  |  |  |  |  |  | Sergio      | Eliminados |           |           |           |           |           |           |           |           |           |           |           |           |           |           |           |           |             |             |           |           |  |  |  |  |  |  |  |  |  |  |  |  |  |  |  |  |  |  |  |  |  |  |  |  |  |  |  |  |  |
|  |  |  |  |  |  |  |  |  |  |  |  | Valentina   | Eliminados |           |           |           |           |           |           |           |           |           |           |           |           |           |           |           |           |             |             |           |           |  |  |  |  |  |  |  |  |  |  |  |  |  |  |  |  |  |  |  |  |  |  |  |  |  |  |  |  |  |
|  |  |  |  |  |  |  |  |  |  |  |  | María P.    | Eliminados |           |           |           |           |           |           |           |           |           |           |           |           |           |           |           |           |             |             |           |           |  |  |  |  |  |  |  |  |  |  |  |  |  |  |  |  |  |  |  |  |  |  |  |  |  |  |  |  |  |
|  |  |  |  |  |  |  |  |  |  |  |  | Mario       | Eliminados |           |           |           |           |           |           |           |           |           |           |           |           |           |           |           |           |             |             |           |           |  |  |  |  |  |  |  |  |  |  |  |  |  |  |  |  |  |  |  |  |  |  |  |  |  |  |  |  |  |
|  |  |  |  |  |  |  |  |  |  |  |  | Ángela      | Eliminados |           |           |           |           |           |           |           |           |           |           |           |           |           |           |           |           |             |             |           |           |  |  |  |  |  |  |  |  |  |  |  |  |  |  |  |  |  |  |  |  |  |  |  |  |  |  |  |  |  |

Etapa 1 - 2 - 3 - 4
| Sub | El participante es eximido del primer juicio de eliminación, por ser nuevo en el equipo. |
|     | El participante es uno de los dos ganadores de la batalla final. |
|     | El participante gana junto a su equipo el Desafío de Salvación y obtiene la inmunidad ante el juicio de eliminación, convirtiéndose en juez. El participante gana el Desafío de Salvación y obtiene la inmunidad ante el juicio de eliminación, convirtiéndose en juez.                                                                             |
|     | El participante pierde junto a su equipo el Desafío de Salvación pero gana el Desafío Final, por lo tanto es inmune en el juicio de eliminación. El participante pierde el Desafío de Salvación, pero gana el Desafío Final y obtiene la inmunidad ante el juicio de eliminación.                                                                   |
|     | El participante pierde junto a su equipo el desafío de salvación o el desafío final, pero obtiene la inmunidad individual mediante una prueba final. |
|     | El participante pierde junto a su equipo el desafío de salvación y/o final, y va al juicio sin inmudidad, pero se salva de ser eliminado. |
|     | El participante pierde el desafío de salvación y/o final, y recibe la mayoría de votos en el juicio de eliminación por parte de sus compañeros; sin embargo recibe el veto de los jueces, por lo que se debe realizar una nueva votación. |
|     | El participante pierde el desafío de salvación o el desafío final y es sentenciado a un desafío a muerte contra otro participante, pero se salva de ser eliminado. |
|     | El participante gana el desafío regional y continúa en competencia junto a su equipo. |
|     | El participante es eliminado luego de una competencia de salvación regional. |
|     | El participante pierde junto a su equipo un desafío de salvación regional, pero continúa en competencia en un nuevo equipo. |
|     | El participante pierde junto a su equipo el desafío de salvación y/o final, es sentenciado en el juicio de eliminación y posteriormente es eliminado de la competencia. El participante es sentenciado al desafío a muerte y posteriormente es eliminado de la competencia. El participante pierde la batalla final y es automáticamente eliminado. |

## Competencias

### Desafío Territorial
Es realizado al inicio de cada ciclo. En él, son disputados los territorios de Playa Alta, Playa Media y Playa Baja, en los que convivirán semanalmente los equipos en competencia. En la primera semana, teniendo en cuenta que había seis grupos, estuvieron en juego también tres territorios especiales, llamados Planchones.
| Etapa 1 | Etapa 1   | Etapa 1       | Etapa 1       | Etapa 1       | Etapa 1       | Etapa 1       | Etapa 1       | Etapa 1       | Etapa 1       | Etapa 1       | Etapa 1       | Etapa 1       | Etapa 1       | Etapa 1        | Etapa 1        | Etapa 1        | Etapa 1        | Etapa 1        | Etapa 1        | Etapa 1       | Etapa 1       | Etapa 1       | Etapa 1       | Etapa 1       | Etapa 1       | Etapa 1       | Etapa 1       | Etapa 1       | Etapa 1       | Etapa 1       | Etapa 1       |
| Semana  | Prueba    | Playa Alta    | Playa Alta    | Playa Alta    | Playa Alta    | Playa Alta    | Playa Alta    | Playa Media   | Playa Media   | Playa Media   | Playa Media   | Playa Media   | Playa Media   | Playa Baja     | Playa Baja     | Playa Baja     | Playa Baja     | Playa Baja     | Playa Baja     | Planchón Alto | Planchón Alto | Planchón Alto | Planchón Alto | Planchón Alto | Planchón Alto | Planchón Bajo | Planchón Bajo | Planchón Bajo | Planchón Bajo | Planchón Bajo | Planchón Bajo |
| Semana  | Prueba    | 1.er lugar    | 1.er lugar    | 1.er lugar    | 1.er lugar    | 1.er lugar    | 1.er lugar    | 2.º lugar     | 2.º lugar     | 2.º lugar     | 2.º lugar     | 2.º lugar     | 2.º lugar     | 3.er Lugar     | 3.er Lugar     | 3.er Lugar     | 3.er Lugar     | 3.er Lugar     | 3.er Lugar     | 4.º lugar     | 4.º lugar     | 4.º lugar     | 4.º lugar     | 4.º lugar     | 4.º lugar     | 5.º lugar     | 5.º lugar     | 5.º lugar     | 5.º lugar     | 5.º lugar     | 5.º lugar     |
| ------- | --------- | ------------- | ------------- | ------------- | ------------- | ------------- | ------------- | ------------- | ------------- | ------------- | ------------- | ------------- | ------------- | -------------- | -------------- | -------------- | -------------- | -------------- | -------------- | ------------- | ------------- | ------------- | ------------- | ------------- | ------------- | ------------- | ------------- | ------------- | ------------- | ------------- | ------------- |
| 1       | Día D     | Paisas        | Paisas        | Paisas        | Paisas        | Paisas        | Paisas        | Cachacos      | Cachacos      | Cachacos      | Cachacos      | Cachacos      | Cachacos      | Santandereanos | Santandereanos | Santandereanos | Santandereanos | Santandereanos | Santandereanos | Costeños      | Costeños      | Costeños      | Costeños      | Costeños      | Costeños      | Vallecaucanos | Vallecaucanos | Vallecaucanos | Vallecaucanos | Vallecaucanos | Vallecaucanos |
| Etapa 2 |           |               |               |               |               |               |               |               |               |               |               |               |               |                |                |                |                |                |                |               |               |               |               |               |               |               |               |               |               |               |               |
| Semana  | Prueba    | Playa Alta    | Playa Alta    | Playa Alta    | Playa Alta    | Playa Alta    | Playa Alta    | Playa Alta    | Playa Alta    | Playa Alta    | Playa Alta    | Playa Media   | Playa Media   | Playa Media    | Playa Media    | Playa Media    | Playa Media    | Playa Media    | Playa Media    | Playa Media   | Playa Media   | Playa Baja    | Playa Baja    | Playa Baja    | Playa Baja    | Playa Baja    | Playa Baja    | Playa Baja    | Playa Baja    | Playa Baja    | Playa Baja    |
| Semana  | Prueba    | 1.er Lugar    | 1.er Lugar    | 1.er Lugar    | 1.er Lugar    | 1.er Lugar    | 1.er Lugar    | 1.er Lugar    | 1.er Lugar    | 1.er Lugar    | 1.er Lugar    | 2.º Lugar     | 2.º Lugar     | 2.º Lugar      | 2.º Lugar      | 2.º Lugar      | 2.º Lugar      | 2.º Lugar      | 2.º Lugar      | 2.º Lugar     | 2.º Lugar     | 3.er Lugar    | 3.er Lugar    | 3.er Lugar    | 3.er Lugar    | 3.er Lugar    | 3.er Lugar    | 3.er Lugar    | 3.er Lugar    | 3.er Lugar    | 3.er Lugar    |
| 1       | [ n 1 ]   | Cachacos      | Cachacos      | Cachacos      | Cachacos      | Cachacos      | Cachacos      | Cachacos      | Cachacos      | Cachacos      | Cachacos      | Costeños      | Costeños      | Costeños       | Costeños       | Costeños       | Costeños       | Costeños       | Costeños       | Costeños      | Costeños      | Vallecaucanos | Vallecaucanos | Vallecaucanos | Vallecaucanos | Vallecaucanos | Vallecaucanos | Vallecaucanos | Vallecaucanos | Vallecaucanos | Vallecaucanos |
| 2       | Acueducto | Vallecaucanos | Vallecaucanos | Vallecaucanos | Vallecaucanos | Vallecaucanos | Vallecaucanos | Vallecaucanos | Vallecaucanos | Vallecaucanos | Vallecaucanos | Costeños      | Costeños      | Costeños       | Costeños       | Costeños       | Costeños       | Costeños       | Costeños       | Costeños      | Costeños      | Cachacos      | Cachacos      | Cachacos      | Cachacos      | Cachacos      | Cachacos      | Cachacos      | Cachacos      | Cachacos      | Cachacos      |
| 3       | Eslabones | Cachacos      | Cachacos      | Cachacos      | Cachacos      | Cachacos      | Cachacos      | Cachacos      | Cachacos      | Cachacos      | Cachacos      | Costeños      | Costeños      | Costeños       | Costeños       | Costeños       | Costeños       | Costeños       | Costeños       | Costeños      | Costeños      | Vallecaucanos | Vallecaucanos | Vallecaucanos | Vallecaucanos | Vallecaucanos | Vallecaucanos | Vallecaucanos | Vallecaucanos | Vallecaucanos | Vallecaucanos |
| 4       | Golpes    | Costeños      | Costeños      | Costeños      | Costeños      | Costeños      | Costeños      | Costeños      | Costeños      | Costeños      | Costeños      | Vallecaucanos | Vallecaucanos | Vallecaucanos  | Vallecaucanos  | Vallecaucanos  | Vallecaucanos  | Vallecaucanos  | Vallecaucanos  | Vallecaucanos | Vallecaucanos | Cachacos      | Cachacos      | Cachacos      | Cachacos      | Cachacos      | Cachacos      | Cachacos      | Cachacos      | Cachacos      | Cachacos      |
| 5       | Sacos     | Cachacos      | Cachacos      | Cachacos      | Cachacos      | Cachacos      | Cachacos      | Cachacos      | Cachacos      | Cachacos      | Cachacos      | Costeños      | Costeños      | Costeños       | Costeños       | Costeños       | Costeños       | Costeños       | Costeños       | Costeños      | Costeños      | Vallecaucanos | Vallecaucanos | Vallecaucanos | Vallecaucanos | Vallecaucanos | Vallecaucanos | Vallecaucanos | Vallecaucanos | Vallecaucanos | Vallecaucanos |
| 6       | Balde     | Cachacos      | Cachacos      | Cachacos      | Cachacos      | Cachacos      | Cachacos      | Cachacos      | Cachacos      | Cachacos      | Cachacos      | Vallecaucanos | Vallecaucanos | Vallecaucanos  | Vallecaucanos  | Vallecaucanos  | Vallecaucanos  | Vallecaucanos  | Vallecaucanos  | Vallecaucanos | Vallecaucanos | Costeños      | Costeños      | Costeños      | Costeños      | Costeños      | Costeños      | Costeños      | Costeños      | Costeños      | Costeños      |
| 7       | Arena     | Costeños      | Costeños      | Costeños      | Costeños      | Costeños      | Costeños      | Costeños      | Costeños      | Costeños      | Costeños      | Cachacos      | Cachacos      | Cachacos       | Cachacos       | Cachacos       | Cachacos       | Cachacos       | Cachacos       | Cachacos      | Cachacos      | Vallecaucanos | Vallecaucanos | Vallecaucanos | Vallecaucanos | Vallecaucanos | Vallecaucanos | Vallecaucanos | Vallecaucanos | Vallecaucanos | Vallecaucanos |
| 8       | Nombres   | Cachacos      | Cachacos      | Cachacos      | Cachacos      | Cachacos      | Cachacos      | Cachacos      | Cachacos      | Cachacos      | Cachacos      | Vallecaucanos | Vallecaucanos | Vallecaucanos  | Vallecaucanos  | Vallecaucanos  | Vallecaucanos  | Vallecaucanos  | Vallecaucanos  | Vallecaucanos | Vallecaucanos | Costeños      | Costeños      | Costeños      | Costeños      | Costeños      | Costeños      | Costeños      | Costeños      | Costeños      | Costeños      |
| 9       | Guía      | Cachacos      | Cachacos      | Cachacos      | Cachacos      | Cachacos      | Cachacos      | Cachacos      | Cachacos      | Cachacos      | Cachacos      | Vallecaucanos | Vallecaucanos | Vallecaucanos  | Vallecaucanos  | Vallecaucanos  | Vallecaucanos  | Vallecaucanos  | Vallecaucanos  | Vallecaucanos | Vallecaucanos | Costeños      | Costeños      | Costeños      | Costeños      | Costeños      | Costeños      | Costeños      | Costeños      | Costeños      | Costeños      |
| Etapa 3 |           |               |               |               |               |               |               |               |               |               |               |               |               |                |                |                |                |                |                |               |               |               |               |               |               |               |               |               |               |               |               |
| Semana  | Prueba    | Playa Alta    | Playa Alta    | Playa Alta    | Playa Alta    | Playa Alta    | Playa Alta    | Playa Alta    | Playa Alta    | Playa Alta    | Playa Alta    | Playa Alta    | Playa Alta    | Playa Alta     | Playa Alta     | Playa Alta     | Playa Baja     | Playa Baja     | Playa Baja     | Playa Baja    | Playa Baja    | Playa Baja    | Playa Baja    | Playa Baja    | Playa Baja    | Playa Baja    | Playa Baja    | Playa Baja    | Playa Baja    | Playa Baja    | Playa Baja    |
| Semana  | Prueba    | 1.er Lugar    | 1.er Lugar    | 1.er Lugar    | 1.er Lugar    | 1.er Lugar    | 1.er Lugar    | 1.er Lugar    | 1.er Lugar    | 1.er Lugar    | 1.er Lugar    | 1.er Lugar    | 1.er Lugar    | 1.er Lugar     | 1.er Lugar     | 1.er Lugar     | 2.º Lugar      | 2.º Lugar      | 2.º Lugar      | 2.º Lugar     | 2.º Lugar     | 2.º Lugar     | 2.º Lugar     | 2.º Lugar     | 2.º Lugar     | 2.º Lugar     | 2.º Lugar     | 2.º Lugar     | 2.º Lugar     | 2.º Lugar     | 2.º Lugar     |
| 10      | [ n 2 ]   | Costeños      | Costeños      | Costeños      | Costeños      | Costeños      | Costeños      | Costeños      | Costeños      | Costeños      | Costeños      | Costeños      | Costeños      | Costeños       | Costeños       | Costeños       | Cachacos       | Cachacos       | Cachacos       | Cachacos      | Cachacos      | Cachacos      | Cachacos      | Cachacos      | Cachacos      | Cachacos      | Cachacos      | Cachacos      | Cachacos      | Cachacos      | Cachacos      |
| 11      | Travesaño | Costeños      | Costeños      | Costeños      | Costeños      | Costeños      | Costeños      | Costeños      | Costeños      | Costeños      | Costeños      | Costeños      | Costeños      | Costeños       | Costeños       | Costeños       | Cachacos       | Cachacos       | Cachacos       | Cachacos      | Cachacos      | Cachacos      | Cachacos      | Cachacos      | Cachacos      | Cachacos      | Cachacos      | Cachacos      | Cachacos      | Cachacos      | Cachacos      |
| 12      | Peso      | Cachacos      | Cachacos      | Cachacos      | Cachacos      | Cachacos      | Cachacos      | Cachacos      | Cachacos      | Cachacos      | Cachacos      | Cachacos      | Cachacos      | Cachacos       | Cachacos       | Cachacos       | Costeños       | Costeños       | Costeños       | Costeños      | Costeños      | Costeños      | Costeños      | Costeños      | Costeños      | Costeños      | Costeños      | Costeños      | Costeños      | Costeños      | Costeños      |
| 13      | Canoa     | Cachacos      | Cachacos      | Cachacos      | Cachacos      | Cachacos      | Cachacos      | Cachacos      | Cachacos      | Cachacos      | Cachacos      | Cachacos      | Cachacos      | Cachacos       | Cachacos       | Cachacos       | Costeños       | Costeños       | Costeños       | Costeños      | Costeños      | Costeños      | Costeños      | Costeños      | Costeños      | Costeños      | Costeños      | Costeños      | Costeños      | Costeños      | Costeños      |

Notas
1. ↑   Se realizó la reasignación de playas luego de la desaparición como equipo de los Paisas, los Vallecaucanos y los Santandereanos.
2. ↑   Las playas fueron distribuidas de acuerdo al orden de llegada de los capitanes en la última prueba.

### Desafío de Capitanes
En esta prueba, los diferentes equipos deben enviar a un representante para que compita por un premio especial. El primer capitán en lograr el objetivo, es merecedor de una recompensa millonaria y algunos privilegios.
| Etapa 2 | Etapa 2            | Etapa 2            | Etapa 2            | Etapa 2    | Etapa 2                | Etapa 2                | Etapa 2                | Etapa 2                | Etapa 2                | Etapa 2                | Etapa 2                     | Etapa 2                     | Etapa 2                     |
| N.º     | Capitán Ganador    | Capitán Ganador    | Capitán Ganador    | Prueba     | Representante Cachacos | Representante Cachacos | Representante Cachacos | Representante Costeños | Representante Costeños | Representante Costeños | Representante Vallecaucanos | Representante Vallecaucanos | Representante Vallecaucanos |
| ------- | ------------------ | ------------------ | ------------------ | ---------- | ---------------------- | ---------------------- | ---------------------- | ---------------------- | ---------------------- | ---------------------- | --------------------------- | --------------------------- | --------------------------- |
| 1       | Juan José Sierra   | Juan José Sierra   | Juan José Sierra   | Obstáculos | Pedro José Orduz       | Pedro José Orduz       | Pedro José Orduz       | Juan José Sierra       | Juan José Sierra       | Juan José Sierra       | Lina María Ramírez          | Lina María Ramírez          | Lina María Ramírez          |
| 2       | Juan José Sierra   | Juan José Sierra   | Juan José Sierra   | Escalera   | Andrés Alarcón         | Andrés Alarcón         | Andrés Alarcón         | Juan José Sierra       | Juan José Sierra       | Juan José Sierra       | Gustavo González            | Gustavo González            | Gustavo González            |
| 3       | Juan José Sierra   | Juan José Sierra   | Juan José Sierra   | Balanza    | Jorge Iván Giraldo     | Jorge Iván Giraldo     | Jorge Iván Giraldo     | Juaj José Sierra       | Juaj José Sierra       | Juaj José Sierra       | Diego Landaeta              | Diego Landaeta              | Diego Landaeta              |
| 4       | Katherine Arango   | Katherine Arango   | Katherine Arango   | Catapulta  | María Julieth Ávila    | María Julieth Ávila    | María Julieth Ávila    | Brígida Gutiérrez      | Brígida Gutiérrez      | Brígida Gutiérrez      | Katherine Arango            | Katherine Arango            | Katherine Arango            |
| 5       | Halem Castillo     | Halem Castillo     | Halem Castillo     | Ancla      | Carolina Trujillo      | Carolina Trujillo      | Carolina Trujillo      | Juan Pablo Londoño     | Juan Pablo Londoño     | Juan Pablo Londoño     | Halem Castillo              | Halem Castillo              | Halem Castillo              |
| 6       | Lina María Ramírez | Lina María Ramírez | Lina María Ramírez | Cola       | María Julieth Ávila    | María Julieth Ávila    | María Julieth Ávila    | Stephanie Carrillo     | Stephanie Carrillo     | Stephanie Carrillo     | Lina María Ramírez          | Lina María Ramírez          | Lina María Ramírez          |
| 7       | Juan José Sierra   | Juan José Sierra   | Juan José Sierra   | Madero     | Andrés Alarcón         | Andrés Alarcón         | Andrés Alarcón         | Juan José Sierra       | Juan José Sierra       | Juan José Sierra       | Diego Landaeta              | Diego Landaeta              | Diego Landaeta              |
| 8       | Carolina Trujillo  | Carolina Trujillo  | Carolina Trujillo  | Rueda      | Carolina Trujillo      | Carolina Trujillo      | Carolina Trujillo      | Myriam Brant           | Myriam Brant           | Myriam Brant           | Lina María Ramírez          | Lina María Ramírez          | Lina María Ramírez          |
| 9       | Juan José Sierra   | Juan José Sierra   | Juan José Sierra   | Clavos (*) | Pedro José Orduz       | Pedro José Orduz       | Pedro José Orduz       | Juan José Sierra       | Juan José Sierra       | Juan José Sierra       | Diego Landaeta              | Diego Landaeta              | Diego Landaeta              |

Notas
(*) El capitán ganador se encargó de distribuir a los miembros del equipo cuyo capitán resultó perdedor.
Estadísticas
De las 9 pruebas de capitanes, los Costeños ganaron 5 (el 55.55%), todas por cuenta de Juan José, lo que lo convierte en el único participante en ganar más de una vez y además el único que ganó en todos los desafíos que participó, teniendo en cuenta que en los 4 desafíos que no jugó, no lo pudo hacer por reglas del concurso; además, Juan José acumuló 13 millones de pesos, de los cuales utilizó 3 para mejorar las condiciones de su equipo, llevándose en total 10 millones de pesos.
Los Vallecaucanos ganaron 3 (el 33.33%), y fue el único equipo en el que más de una persona ganó estas pruebas, pero ninguna de ellas más de una vez. De las 3 ocasiones en que salió victorioso este equipo, dos fueron ganadas por mujeres; entre los 3 acumularon 15 millones de pesos, que no gastaron en beneficios para su equipo.
La única persona de los Cachacos en ganar fue Carolina, triunfando en uno solo de los desafíos (el 11.11%), por 8 millones de pesos.
El último desafío no entregó dinero, sino la posibilidad de conservar el color y el nombre del equipo, y además el primer lugar ganaba Playa Alta, el cual ganó Juan José.

### Desafíos Regionales
Fueron una serie de competiciones realizadas en la primera etapa del programa. En ellas, se enfrentaron los 5 equipos participantes con el objetivo de asegurarse un cupo en el reality. Al final, sólo quedaron 3 grupos, mientras que los restantes tuvieron que elegir a uno o dos concursantes que continuaran en competencia en representación de la región.
| 1 | 11/08/2008 | Obstáculos | Cachacos | Cachacos | Vallecaucanos | Vallecaucanos | Paisas   | Paisas   | Costeños | Costeños | Santandereanos | Santandereanos |
| 1 | 12/08/2008 | Conteo     | Costeños | Costeños | Vallecaucanos | Vallecaucanos | Cachacos | Cachacos | Paisas   | Paisas   |                |                |

Notas
(Sub) Equipo eliminado de la competencia.

### Desafío de Salvación
Es realizado con el objetivo de definir el equipo o participante inmune de la semana. El ganador o ganadores de los brazaletes automáticamente se convierten en jueces de la próxima eliminación.
A partir de Fusión (fase individual), se realizan dos competencias, dejando al primer ganador como juez y al segundo como inmune durante la votación.
Desde la semana 17, cada uno de los dos ganadores adquiere la responsabilidad de emitir una sentencia directa en el juicio. Los dos nominados se enfrentarán entonces al Desafío a Muerte.
| Etapa 2 | Etapa 2    | Etapa 2          | Etapa 2            | Etapa 2            | Etapa 2            | Etapa 2            | Etapa 2            | Etapa 2            | Etapa 2            | Etapa 2            | Etapa 2            | Etapa 2            | Etapa 2          | Etapa 2       |
| Semana  | Emisión    | Prueba           | Ganadores          | Ganadores          | Ganadores          | Ganadores          | Perdedores         | Perdedores         | Perdedores         | Perdedores         | Perdedores         | Perdedores         | Perdedores       | Perdedores    |
| ------- | ---------- | ---------------- | ------------------ | ------------------ | ------------------ | ------------------ | ------------------ | ------------------ | ------------------ | ------------------ | ------------------ | ------------------ | ---------------- | ------------- |
| 1       | 14/08/2008 | Ciegos           | Cachacos           | Cachacos           | Cachacos           | Cachacos           | Costeños           | Costeños           | Costeños           | Costeños           | Vallecaucanos      | Vallecaucanos      | Vallecaucanos    | Vallecaucanos |
| 2       | 20/08/2008 | Hanói            | Vallecaucanos      | Vallecaucanos      | Vallecaucanos      | Vallecaucanos      | Costeños           | Costeños           | Costeños           | Costeños           | Cachacos           | Cachacos           | Cachacos         | Cachacos      |
| 3       | 27/08/2008 | Rompecabezas     | Cachacos           | Cachacos           | Cachacos           | Cachacos           | Costeños           | Costeños           | Costeños           | Costeños           | Vallecaucanos      | Vallecaucanos      | Vallecaucanos    | Vallecaucanos |
| 4       | 03/09/2008 | Pesas            | Costeños           | Costeños           | Costeños           | Costeños           | Cachacos           | Cachacos           | Cachacos           | Cachacos           | Vallecaucanos      | Vallecaucanos      | Vallecaucanos    | Vallecaucanos |
| 5       | 10/09/2008 | Frisby           | Costeños           | Costeños           | Costeños           | Costeños           | Vallecaucanos      | Vallecaucanos      | Vallecaucanos      | Vallecaucanos      | Cachacos           | Cachacos           | Cachacos         | Cachacos      |
| 6       | 16/09/2008 | Tubos            | Costeños           | Costeños           | Costeños           | Costeños           | Cachacos           | Cachacos           | Cachacos           | Cachacos           | Vallecaucanos      | Vallecaucanos      | Vallecaucanos    | Vallecaucanos |
| 7       | 24/09/2008 | Estacas          | Costeños           | Costeños           | Costeños           | Costeños           | Vallecaucanos      | Vallecaucanos      | Vallecaucanos      | Vallecaucanos      | Cachacos           | Cachacos           | Cachacos         | Cachacos      |
| 8       | 01/10/2008 | Hilo             | Cachacos           | Cachacos           | Cachacos           | Cachacos           | Costeños           | Costeños           | Costeños           | Costeños           | Vallecaucanos      | Vallecaucanos      | Vallecaucanos    | Vallecaucanos |
| 9       | 08/10/2008 | Cima             | Cachacos           | Cachacos           | Cachacos           | Cachacos           | Costeños           | Costeños           | Costeños           | Costeños           | Vallecaucanos      | Vallecaucanos      | Vallecaucanos    | Vallecaucanos |
| Etapa 3 |            |                  |                    |                    |                    |                    |                    |                    |                    |                    |                    |                    |                  |               |
| Semana  | Emisión    | Prueba           | Ganadores          | Ganadores          | Ganadores          | Ganadores          | Ganadores          | Ganadores          | Perdedores         | Perdedores         | Perdedores         | Perdedores         | Perdedores       | Perdedores    |
| 10      | 14/10/2008 | Derribados       | Costeños           | Costeños           | Costeños           | Costeños           | Costeños           | Costeños           | Cachacos           | Cachacos           | Cachacos           | Cachacos           | Cachacos         | Cachacos      |
| 11      | 19/10/2008 | Rodando          | Cachacos           | Cachacos           | Cachacos           | Cachacos           | Cachacos           | Cachacos           | Costeños           | Costeños           | Costeños           | Costeños           | Costeños         | Costeños      |
| 12      | 21/10/2008 | Presos           | Cachacos           | Cachacos           | Cachacos           | Cachacos           | Cachacos           | Cachacos           | Costeños           | Costeños           | Costeños           | Costeños           | Costeños         | Costeños      |
| 13      | 25/10/2008 | Engranaje        | Cachacos           | Cachacos           | Cachacos           | Cachacos           | Cachacos           | Cachacos           | Costeños           | Costeños           | Costeños           | Costeños           | Costeños         | Costeños      |
| Etapa 4 |            |                  |                    |                    |                    |                    |                    |                    |                    |                    |                    |                    |                  |               |
| Semana  | Emisión    | Prueba 1         | Ganador 1          | Ganador 1          | Ganador 1          | Ganador 1          | Ganador 1          | Ganador 2          | Ganador 2          | Ganador 2          | Ganador 2          | Ganador 2          | Prueba 2         | Emisión       |
| 14      | 28/10/2008 | 7 banderas       | Juan Pablo Londoño | Juan Pablo Londoño | Juan Pablo Londoño | Juan Pablo Londoño | Juan Pablo Londoño | Juan José Sierra   | Juan José Sierra   | Juan José Sierra   | Juan José Sierra   | Juan José Sierra   | Peldaños         | 29/10/2008    |
| 15      | 31/10/2008 | Llenando         | Pedro José Orduz   | Pedro José Orduz   | Pedro José Orduz   | Pedro José Orduz   | Pedro José Orduz   | Andrés Alarcón     | Andrés Alarcón     | Andrés Alarcón     | Andrés Alarcón     | Andrés Alarcón     | Comprensión      | 01/11/2008    |
| 16      | 03/11/2008 | Lodo             | Pedro José Orduz   | Pedro José Orduz   | Pedro José Orduz   | Pedro José Orduz   | Pedro José Orduz   | Juan Pablo Londoño | Juan Pablo Londoño | Juan Pablo Londoño | Juan Pablo Londoño | Juan Pablo Londoño | Llaves           | 04/11/2008    |
| 17      | 06/11/2008 | Equilibrio (1/2) | Pedro José Orduz   | Pedro José Orduz   | Pedro José Orduz   | Pedro José Orduz   | Pedro José Orduz   | Andrés Alarcón     | Andrés Alarcón     | Andrés Alarcón     | Andrés Alarcón     | Andrés Alarcón     | Equilibrio (2/2) | 07/11/2008    |
| 18      | 10/11/2008 | Enrollados       | Juan Pablo Londoño | Juan Pablo Londoño | Juan Pablo Londoño | Juan Pablo Londoño | Juan Pablo Londoño | Pedro José Orduz   | Pedro José Orduz   | Pedro José Orduz   | Pedro José Orduz   | Pedro José Orduz   | Llenando         | 11/11/2008    |

### Desafío Final
Es realizado luego del Desafío de Salvación y en él se enfrentan los perdedores de dicha competencia. El equipo ganador obtendrá la inmunidad ante el inminente juicio, mientras que el perdedor será sometido a votación y sus integrantes quedarán en riesgo de salir.
| Etapa 2 | Etapa 2    | Etapa 2     | Etapa 2       | Etapa 2       | Etapa 2       | Etapa 2       | Etapa 2       | Etapa 2       | Etapa 2       | Etapa 2       |
| Semana  | Emisión    | Prueba      | Ganadores     | Ganadores     | Ganadores     | Ganadores     | Perdedores    | Perdedores    | Perdedores    | Perdedores    |
| ------- | ---------- | ----------- | ------------- | ------------- | ------------- | ------------- | ------------- | ------------- | ------------- | ------------- |
| 1       | 15/08/2008 | Lucha       | Vallecaucanos | Vallecaucanos | Vallecaucanos | Vallecaucanos | Costeños      | Costeños      | Costeños      | Costeños      |
| 2       | 21/08/2008 | Pintura     | Costeños      | Costeños      | Costeños      | Costeños      | Cachacos      | Cachacos      | Cachacos      | Cachacos      |
| 3       | 28/08/2008 | Poste       | Vallecaucanos | Vallecaucanos | Vallecaucanos | Vallecaucanos | Costeños      | Costeños      | Costeños      | Costeños      |
| 4       | 04/09/2008 | Lodo        | Cachacos      | Cachacos      | Cachacos      | Cachacos      | Vallecaucanos | Vallecaucanos | Vallecaucanos | Vallecaucanos |
| 5       | 11/09/2008 | Cuerdas     | Cachacos      | Cachacos      | Cachacos      | Cachacos      | Vallecaucanos | Vallecaucanos | Vallecaucanos | Vallecaucanos |
| 6       | 17/09/2008 | Persecución | Cachacos      | Cachacos      | Cachacos      | Cachacos      | Vallecaucanos | Vallecaucanos | Vallecaucanos | Vallecaucanos |
| 7       | 25/09/2008 | Resortes    | Vallecaucanos | Vallecaucanos | Vallecaucanos | Vallecaucanos | Cachacos      | Cachacos      | Cachacos      | Cachacos      |
| 8       | 02/10/2008 | Rodando     | Vallecaucanos | Vallecaucanos | Vallecaucanos | Vallecaucanos | Costeños      | Costeños      | Costeños      | Costeños      |
| 9       | 09/10/2008 | Suspensión  | Costeños      | Costeños      | Costeños      | Costeños      | Vallecaucanos | Vallecaucanos | Vallecaucanos | Vallecaucanos |

### Desafío de Salvación Individual
Es la última oportunidad que tienen los integrantes del equipo perdedor para salvarse de la eliminación. El ganador obtiene la inmunidad y es el responsable de decidir en el juicio en caso de que se presente un empate.
| Etapa 2 | Etapa 2    | Etapa 2         | Etapa 2     | Etapa 2             |
| Semana  | Emisión    | Equipo perdedor | Prueba      | Salvado             |
| ------- | ---------- | --------------- | ----------- | ------------------- |
| 1       | 17/08/2008 | Costeños        | Boyas       | Juan José Sierra    |
| 2       | 24/08/2008 | Cachacos        | Robot       | Jorge Iván Giraldo  |
| 3       | 29/08/2008 | Costeños        | Figuras     | Myriam Brant        |
| 4       | 05/09/2008 | Vallecaucanos   | Estrella    | Halem Castillo      |
| 5       | 12/09/2008 | Vallecaucanos   | Ecuación    | Halem Castillo      |
| 6       | 19/09/2008 | Vallecaucanos   | Alfabetos   | Diego Landaeta      |
| 7       | 26/09/2008 | Cachacos        | Resistencia | María Julieth Ávila |
| 8       | 03/10/2008 | Costeños        | Medallas    | Juan José Sierra    |
| 9       | 10/10/2008 | Vallecaucanos   | Flechas     | Lina María Ramírez  |
| Etapa 3 |            |                 |             |                     |
| Semana  | Emisión    | Equipo perdedor | Prueba      | Salvado             |
| 10      | 16/10/2008 | Cachacos        | Obstáculos  | Pedro José Orduz    |
| 11      | 19/10/2008 | Costeños        | Piñata      | Juan José Sierra    |
| 12      | 22/10/2008 | Costeños        | Piedras     | Lina María Ramírez  |
| 13      | 25/10/2008 | Costeños        | Canasta     | Juan José Sierra    |

## Eliminación

### Juicio
El equipo o participantes perdedores del desafío de salvación o final, mediante un juicio, determinan quién de sus compañeros será el eliminado de la competencia. Si se llega a presentar un empate, el participante ganador de la salvación individual, decide a quién salvar. Los ganadores del Desafío de Salvación se convierten en jueces, y tienen la libertad de emitir un veto final si no están de acuerdo con el resultado del juicio. En ese caso, el participante vetado se salva y queda inmune, siendo necesario realizar una nueva votación.
| Etapa 2 | Etapa 2                | Etapa 2             | Etapa 2             |
| Semana  | Primer Sentenciado     | Segundo Sentenciado | Eliminado           |
| ------- | ---------------------- | ------------------- | ------------------- |
| 1       | Myriam Brant (*)       | Klein Contreras     | Klein Contreras     |
| 2       | Pedro José Orduz (*)   | Sonia Vanegas       | Sonia Vanegas       |
| 3       | Gustavo Fuentes        |                     | Gustavo Fuentes     |
| 4       | Katherine Arango (*)   | Clara María Cruz    | Clara María Cruz    |
| 5       | María Isabel Franco    |                     | María Isabel Franco |
| 6       | Katherine Arango (*)   | Gustavo González    | Gustavo González    |
| 7       | Mauricio González      |                     | Mauricio González   |
| 8       | Juan Pablo Londoño (*) | Stephanie Carrillo  | Stephanie Carrillo  |
| 9       | Katherine Arango       |                     | Katherine Arango    |
| Etapa 3 |                        |                     |                     |
| 10      | María Julieth Ávila    |                     | María Julieth Ávila |
| 11      | Myriam Brant (*)       | Brígida Gutiérrez   | Brígida Gutiérrez   |
| 12      | Diego Landaeta         |                     | Diego Landaeta      |
| 13      | Myriam Brant (*)       | Lina María Ramírez  | Lina María Ramírez  |
| Etapa 4 |                        |                     |                     |
| 14      | Myriam Brant (*)       | Halem Castillo      | Halem Castillo      |
| 15      | Juan José Sierra       |                     | Juan José Sierra    |
| 16      | Myriam Brant           |                     | Myriam Brant        |

(*) Participante vetado.

### Desafío a Muerte
Es una modalidad implementada a partir de la semana 17. En esta competencia, se enfrentan los dos sentenciados de la semana por asegurar su cupo dentro del programa. El ganador continúa en juego, mientras que el perdedor debe abandonar el reality.
| Etapa 4 | Etapa 4    | Etapa 4     | Etapa 4            | Etapa 4             | Etapa 4            |
| Semana  | Emisión    | Prueba      | Primer Sentenciado | Segundo Sentenciado | Eliminado          |
| ------- | ---------- | ----------- | ------------------ | ------------------- | ------------------ |
| 17      | 10/11/2008 | Arrastrados | Juan Pablo Londoño | Jorge Iván Giraldo  | Jorge Iván Giraldo |
| 18      | 12/11/2008 | Paso a paso | Carolina Trujillo  | Andrés Alarcón      | Carolina Trujillo  |

## Final

### Prueba final
La prueba final se realizó del 12 al 14 de noviembre de 2008, donde participaron los 3 semifinalistas en competencia. El perdedor de la prueba fue automáticamente eliminado y los dos ganadores pasaron a ser los finalistas del Desafío 2008.
| Semifinalistas     | Finalistas         |
| ------------------ | ------------------ |
| Juan Pablo Londoño | Juan Pablo Londoño |
| Pedro José Orduz   | Pedro José Orduz   |
| Andrés Alarcón     |                    |

### Gran Final
La gran final se llevó a cabo el día 16 de noviembre de 2008, en la cual los 2 finalistas se enfrentaron
a la votación de los últimos 10 eliminados de la competencia. El que obtuviera el mayor porcentaje de votos se coronaría como el ganador de la temporada.
| Finalistas         | Ganador del Desafío |
| ------------------ | ------------------- |
| Juan Pablo Londoño | Juan Pablo Londoño  |
| Pedro José Orduz   | Juan Pablo Londoño  |

## Reacciones
Juan José debido a su popularidad por su participación destacada, fue invitado a una firma de autógrafos el 7 de noviembre de 2008, en el centro comercial Mercurio de Soacha, cerca de Bogotá, evento que fue respaldado y promocionado por el Canal Caracol, y es el primer concursante del Desafío 2008 en lograr este grado de reconocimiento público. Mientras Juan José fue recibido con voces de apoyo en comunidades de Facebook, que incluso llaman a no ver el programa tras la eliminación del cocursante. El recibimiento de Myriam sin embargo no fue tan cálido al ser calificada como la villana del desafío al provocar el resentimiento de los concursantes a Juan José. Peter (Pedro José) cuenta con unos 15 grupos de unas 800 personas, también sorprende los grupos de rechazo contra Myriam Brant, claro que hay otros grupos menos concurridos que los apoyan. También es interesante que varios grupos afirman que se olvidaron de otras regiones como la Orinoquía y aquellos que insisten en que la selección de las participantes de los costeños, fueron mal elegidas.

## Críticas
Algunos blogs y comentarios de los artículos publicados sobre el Desafío 2008, La Lucha de las Regiones en las páginas de Internet de El Espectador han criticado la fuerte carga discriminatoria de algunos concursantes que incluso rayan en la Xenofobia, especialmente por parte del participante Efraín Rendón en contra de los Costeños y Cachacos o como también se les denomina Rolos esta situación se presentó en un reality emitido en 2004 Protagonistas de Novela 2: La Amenaza, donde también se utilizó el tema de las regiones, con la consecuencia de que se creó un resentimiento generalizado entre ciertos grupos de población en las regiones, que generalmente se manifestaban en el contenedor de la mañana de RCN Muy Buenos Días con mensajes de odio en contra de los participantes, por lo que se teme que con las nuevas formas de comunicación incluyendo los comentarios y las redes sociales como Facebook, la situación de conflicto regional cobre nuevas dimensiones. Ya que Colombia es un país donde la situación regional es delicada, se afirma en estos sitios, que es probable que sea peligroso utilizar la temática para ganar índice de audiencia, especialmente para las personas de una región que viven en otras regiones del país.

## Concursos Similares
Además del hecho que las versiones de Desafío son una versión modificada del formato Survivor, lo suficiente modificada para no tener que enfrentar problemas de derecho de autor, una versión de este reality Survivor 13, también denominado Survivor: Cook Islands también utilizó una premisa parecida dividiendo a los participantes por raza, lo cual originó fuertes críticas incluso antes de ser emitido, con la consecuencia que los principales patrocinadores se retiraron del programa como Coca-Cola y The Home Depot.